# Huachuca City
Huachuca City é uma vila localizada no estado americano do Arizona, no condado de Cochise. Foi incorporada em 1958.

## Geografia
De acordo com o United States Census Bureau, a vila tem uma área de 7,3 km², onde todos os 7,3 km² estão cobertos por terra.

### Localidades na vizinhança
O diagrama seguinte representa as localidades num raio de 32 km ao redor de Huachuca City.

## Demografia
Segundo o censo nacional de 2010, a sua população é de 1 853 habitantes e sua densidade populacional é de 254,6 hab/km². Possui 920 residências, que resulta em uma densidade de 126,4 residências/km².